# Pangio alternans
Pangio alternans es una especie de pez de la familia Cobitidae en el orden de los Cypriniformes.

## Morfología
• Los machos pueden llegar alcanzar los 3,6 cm de longitud total.
- Número de  vértebras: 45-48.[1]

## Hábitat
Vive en zonas de clima tropical.

## Distribución geográfica
Se encuentra al este de Borneo (Indonesia ).